# Кадомка
Кадóмка (в минулому — Воля Кадóмка) — село в Україні, у Обухівському районі Київської області. Населення становить 440 осіб.

## Історія
Станом на 1885 рік у колишньому власницькому селі Веселикоприцьківської волості Канівського повіту Київської губернії мешкало 600 осіб, налічувалось 84 дворових господарства, існували школа, постоялий будинок.
За переписом 1897 року кількість мешканців зросла до 1010 осіб (466 чоловічої статі та 544 — жіночої), з яких 1007 — православної віри.

## Населення

### Мова
Розподіл населення за рідною мовою за даними перепису 2001 року:
| Мова       | Кількість | Відсоток |
| ---------- | --------- | -------- |
| українська | 425       | 96.59%   |
| російська  | 15        | 3.41%    |
| Усього     | 440       | 100%     |